# Величківський заказник
Вели́чківський зака́зник — ландшафтний заказник місцевого значення в Україні. Розташований біля села Величкове, на півдні Миргородського  району Полтавської області. Площа 54,7 га. Статус надано згідно з рішенням облради від 12.02.1999 року. Перебуває у віданні Шишацької селищної громади. 
Статус надано для збереження природних комплексів у долині річки Величкова (ліва притока Грунь-Ташані). Місце зростання рідкісних рослин, в тому числі видів, занесених до Червоної книги України.